# Melissa Ferlaak
Melissa Marie Ferlaak  (26 de abril de 1979) es una mezzo y full lyrico soprano estadounidense de Cottage Grove (Minnesota). Es conocida por ser la vocalista de las bandas de metal sinfónico Aesma Daeva,  Visions of Atlantis y Echoterra. Actualmente es vocalista de su nuevo proyecto de doom/death metal Plague of Stars y la banda ambiental MY Eternel con Voa Voxyd. Ha colaborado con otras bandas como Withering Soul, Beto Vazquez Infinity, Rising Dream, Adyta, Stardust Reverie y Voidwork.

## Primeros años
Nació in Cottage Grove, Minnesota. Melissa tiene una maestría de New England Conservatory en Boston in Desempeño Vocal y una licenciatura de la Universidad de Wisconsin-River Falls en Music con un énfasis en técnica clásica y opera.

## Carrera musical
Melissa Ferlaak comenzó su carrera musical cuando se integró a la banda de metal sinfónico Aesma Daeva en 2002. Hizo conciertos en México, Estados Unidos y Canadá. Con Aesma Daeva grabaron dos álbumes y uno EP: "The Eros of Frigid Beauty", "The New Athens Ethos", y "Ex Libris" EP. El 11 de octubre de 2005, la banda anunció que su cantante Melissa Ferlaak los dejaba para incorporarse a la banda austriaca Visions of Atlantis, su presentación final con Aesma Daeva fue en diciembre de 2005 en el Star Central club en Minnesota. El concierto fue filmado para el DVD, "Last Rites", que fue lanzado en marzo de 2007.
Mientras cantaba con Aesma Daeva, Melissa estaba buscando un cambio en su carrera, hasta que un amigo de la banda Melechesh quiso ayudarla, la puso en contacto con el sello discográfico Napalm Records, y entonces se intgró como nueva vocalista para la banda austriaca de power metal sinfónico Visions of Atlantis, después de que su vocalista original Nicole Bogner falleciera. A comienzos de 2006 hasta 2007, Vision of Atlantis hizo una pequeña gira con Melissa. Con Melissa, la banda grabó su tercer álbum Trinity, lanzado en el 15 de mayo de 2007, y comenzó una gira por Europa, China, y Estados Unidos. El 20 de noviembre de 2007, se publicó un mensaje en el sitio web oficial de VoA diciendo que Melissa Ferlaak tomó caminos diferentes con la banda citando razones personales.
En 2006, Melissa audicionó para American Idol, cantando la canción de Visions of Atlantis "Flow this Desert." Ella apareció brevemente en la televisión, ganando comentarios irrespetuosos de los anfitriones.
A finales de 2009, se unió a la banda de Minneapolis, Echoterra después de la salida de su cantante original Suvi Virtanen. Con Melissa en Echoterra, la banda grabó su nuevo EP "In Your Eyes" que fue publicado con canciones recientes remasterizadas el 19 de enero de 2009. En 2011, la banda volvió al estudio y comenzó a grabar un nuevo álbum llamado "Land of The Midnight Sun," y fue lanzado el 17 de octubre de 2011 a través de Blinding Force Recordings. el 13 de marzo de 2012, Melissa deja Echoterra debido a diferencias personales y creativas.
Melissa comenzó una nueva banda en 2012 con Will Maravelas (We Are Legion), Aaron Lanik (We Are Legion), y Chris Quinn (Aesma Daeva) llamada Plague of Stars. El cuarteto publicó dos canciones en octubre de 2012 como una muestra de su álbum completo que vendría en junio de 2013.
En marzo de 2013, Melissa comenzó a crear música with VoA Voxyd de Ad Inferna. Desde que crearon su nuevo proyecto MY Eternel, los dos han publicado canciones en su página de Facebook.
En abril de 2014 "Ancient Rites of the Moon", el primer álbum del proyecto Stardust Reverie (Graham Bonnet, Zak Stevens y Lynn Meredith entre otros) fue lanzado. El álbum tiene la colaboración de Melissa en tres canciones. "Daughter of the Sun", una canción basada en un viejo cuento Cherokee, fue muy elogiada por los medios.
Además de cantar, Melissa actualmente da clases de canto y trabaja en el Hennepin Theatre Trust como Directora de Educación y Participación e la Comunidad. Ella se ha presentado en lo clásico con compañías como Theater Latte Da, Coro!, Thursday Musical y el Schubert Club.

## Vida personal
Anteriormente estuvo casada con Wolfgang Koch (guitarrista austriaco), ambos tienen una hija en común llamada Carmen AnnaRose Koch.
Ahora está casada con el músico francés llamado VoA VoXyD.

## Discografía

### Con Aesma Daeva
- The Eros of Frigid Beauty (2002)
- The New Athens Ethos (2003)

### Con Visions of Atlantis
- Trinity (2007)

### Con Adyta
- Rose of Melancholy (2009)
- Katarsis (2011)

### Con Echoterra
- In Your Eyes (EP) (2010)
- Land of the Midnight Sun (2011)

### Con Stardust Reverie
- Ancient Rites of the Moon (2014)